# جنبش محیط زیستی در نیوزیلند

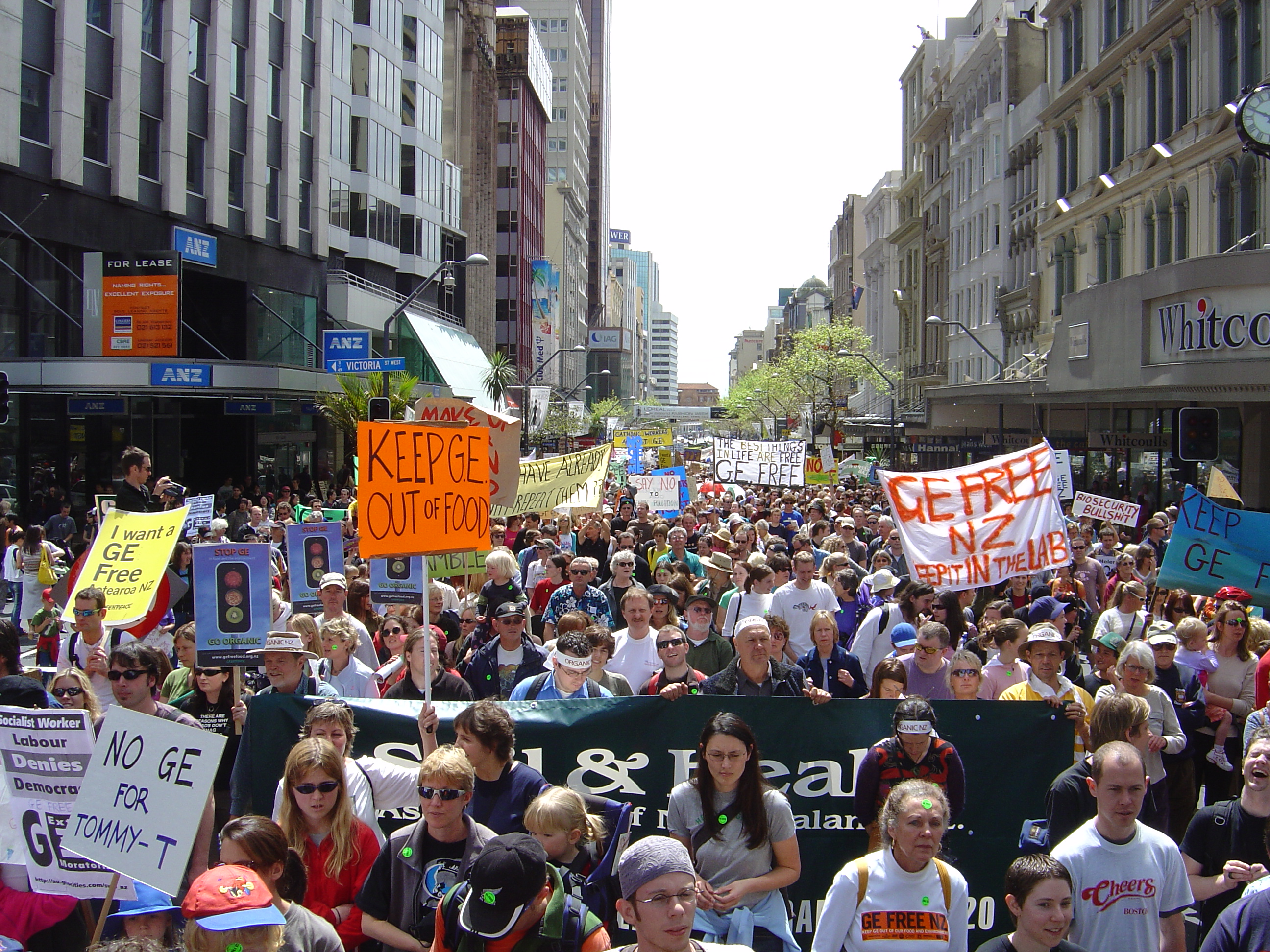
بخشی از یک راهپیمایی اعتراضی که در سال ۲۰۰۳ در مخالفت با مهندسی ژنتیک برگزار شد و به سمت خیابان کوئین، یکی از خیابان‌های اصلی اوکلند، امتداد یافت.

جنبش زیست‌محیطی در نیوزیلند در دهه ۱۹۵۰ آغاز شد، دوره‌ای از تغییرات اجتماعی سریع. از آن زمان، چندین کمپین ملیِ پرسروصدا ، مسائل زیست‌محیطی مختلفی از جمله حفاظت از جنگل‌ها، کربن‌زدایی حمل‌ و نقل و استخراج زغال‌سنگ را به چالش کشیده‌اند. جنبش زیست‌محیطی سرانجام حزب ارزش‌ها را به وجود آورد که اولین حزب سیاسی با تمرکز قوی بر مسائل زیست‌محیطی بود که در انتخابات ملی شرکت کرد. حزب ارزش‌ها سرانجام به حزب سبزهای آوتئاروا نیوزیلند تغییر نام داد.

## آغازها
تعدادی از مفسران معتقد اند که اولین مسئله مهم زیست‌محیطی در نیوزیلند، کمپین ملی برای جلوگیری از افزایش سطح آب دریاچه‌های ماناپوری و ته آنائو به عنوان بخشی از مرحله دوم توسعه پروژه برق ماناپوری بود. «کمپین نجات ماناپوری» از سال ۱۹۵۹ تا ۱۹۶۲ با مشارکت سازمان‌هایی مانند انجمن حفاظت از جنگل‌ها و پرندگان و انجمن حفاظت از مناظر طبیعی برگزار شد که منجر به دو دادخواست به پارلمان و تشکیل شورای حفاظت از طبیعت، یک نهاد مشورتی دولتی، شد. «کمپین نجات ماناپوری» که در اکتبر ۱۹۶۹ در اینورکارگیل آغاز شد، در سال ۱۹۷۰ با سومین دادخواست به پارلمان، گزارش کمیته کابینه و کمیسیون تحقیق به یک کمپین ملی تبدیل شد. بحث نجات ماناپوری تا انتخابات عمومی ۱۹۷۲ ادامه داشت، زمانی که دولت جدید کرک قول داد سطح آب هیچ‌یک از دریاچه‌های ماناپوری و ته آنائو را افزایش ندهد و در عوض، «نگهبانان دریاچه‌های ماناپوری و ته آنائو» را تأسیس کرد تا اطمینان حاصل شود که هر دو دریاچه در سطح طبیعی خود اداره می‌شوند.
مطمئناً کمپین نجات ماناپوری در زمانی رخ داد که نگرانی‌های بین‌المللی در مورد مفهوم رایج «محیط زیست» افزایش یافته بود، اما این نه اولین - و نه آخرین - کمپین از سلسله کمپین‌هایی بود که برای حفظ جنبه‌هایی از میراث طبیعی نیوزیلند از زمان ایجاد اولین ذخایر طبیعی و پارک‌های ملی آغاز شد. کمپین‌های اولیه «حفظ مناظر»، مانند بحث جنگل وایپوآ، زمانی که انجمن حفاظت از وایپوآ در سال ۱۹۴۶ علیه برنامه‌های دولت برای قطع درختان جنگل وایپوآ مبارزه کرد، شامل عناصر قابل تشخیص متعددی از کمپین‌های «زیست‌محیطی» بعدی بود - درخواست از مردم برای مخالفت با از دست دادن مناظر طبیعی، دادخواست‌ها و بررسی اثرات بالقوه قطع درختان در محل؛ بنابراین، آنچه تا سال ۱۹۶۹ متفاوت بود، پیچیدگی بحث حفاظت/محیط زیست بود که توانست از واژه‌نامه بین‌المللی جدید «محیط زیست‌گرایی» برای توصیف ویژگی‌های ملموس و ناملموس چشم‌انداز ماناپوری که توسط پروژه قدرت تهدید می‌شدند، استفاده کند.

## کمپین‌ها
سایر مسائل مهم شامل انرژی هسته‌ای، جلوگیری از قطع درختان جنگل‌های بومی و توقف کشت محصولات غذایی مهندسی ژنتیک شده است. اعتراضات مربوط به قطع درختان در ویریناکی، پورورا و ساحل غربی جزیره جنوبی رخ داد.
از سال ۲۰۱۰، جنبش زیست‌محیطی در حوزه‌های مختلفی از جمله مخالفت با ساخت سدهای آبی بزرگ جدید، حفاظت از زمین‌های حفاظت‌شده در برابر معدن‌کاوی و جلوگیری از استفاده بیش از حد از منابع آب فعال بوده است.

## سازمان‌ها
بزرگ‌ترین سازمان حفاظت از محیط زیست که در سال ۱۹۲۳ تشکیل شد، سازمان جنگل‌ها و پرندگان است. سازمان صلح سبز نیوزیلند فعالیت‌های حمایتی و اقدامات مستقیمی را در داخل و اطراف نیوزیلند انجام می‌دهد. سازمان‌های محیط زیست و حفاظت از محیط زیست نیوزیلند یک سازمان چتری متشکل از حدود ۵۰ سازمان محیط زیستی است.